# マトリン
マトリン (Matrine) は、クララ属の植物に含まれるアルカロイドである。抗がん作用、オピオイド受容体のκ-受容体やµ-受容体へのアゴニスト等、様々な薬理作用を持つ。
マトリンは、in vitroでもin vivoでも強い抗腫瘍作用を示す。マトリンの抗腫瘍作用は、細胞増殖の阻害とアポトーシスの誘導によるものと考えられている。またマトリンは、中国の伝統的な薬草であるクララの成分でもある。
マトリンや関連化合物のオキシマトリンは、イエシロアリに対する摂食阻害の効果がある。